# La meva estimada oni
La meva estimada oni (好きでも嫌いなあまのじゃく, Suki demo Kirai na Amanojaku) és una pel·lícula d'anime de fantasia del 2024 produïda per l'Studio Colorido i Twin Engine. Dirigida per Tomotaka Shibayama, la pel·lícula es va estrenar simultàniament als cinemes japonesos i a Netflix a escala mundial el 24 de maig de 2024. S'ha subtitulat al català.
La pel·lícula es va presentar per primera vegada l'abril de 2022 amb el codirector de Nakitai Watashi wa Neko o Kaburu Tomotaka Shibayama com a director, tot i que el títol no s'havia anunciat. Forma part d'un acord d'exclusivitat de tres pel·lícules entre Colorido i Netflix que va començar amb Ame o Tsugeru Hyōryū Danchi, de Hiroyasu Ishida, que es va estrenar el setembre de 2022.
El març de 2024, es va revelar el títol de la pel·lícula i el seu càsting dels actors de veu originals en japonès, que incloïa Kensho Ono i Miyu Tomita. Yuko Kakihara n'era el guionista, amb els dissenys de personatges de Masafumi Yokota i Mina Kubota component la base sonora. El tema principal de la pel·lícula és "Uso Janai", mentre que la cançó d'inserció és "Blues in the Closet", ambdues interpretades per Zutomayo.